# Luperina sancta
Luperina sancta là một loài bướm đêm trong họ Noctuidae.